# Dimitar Rizoff

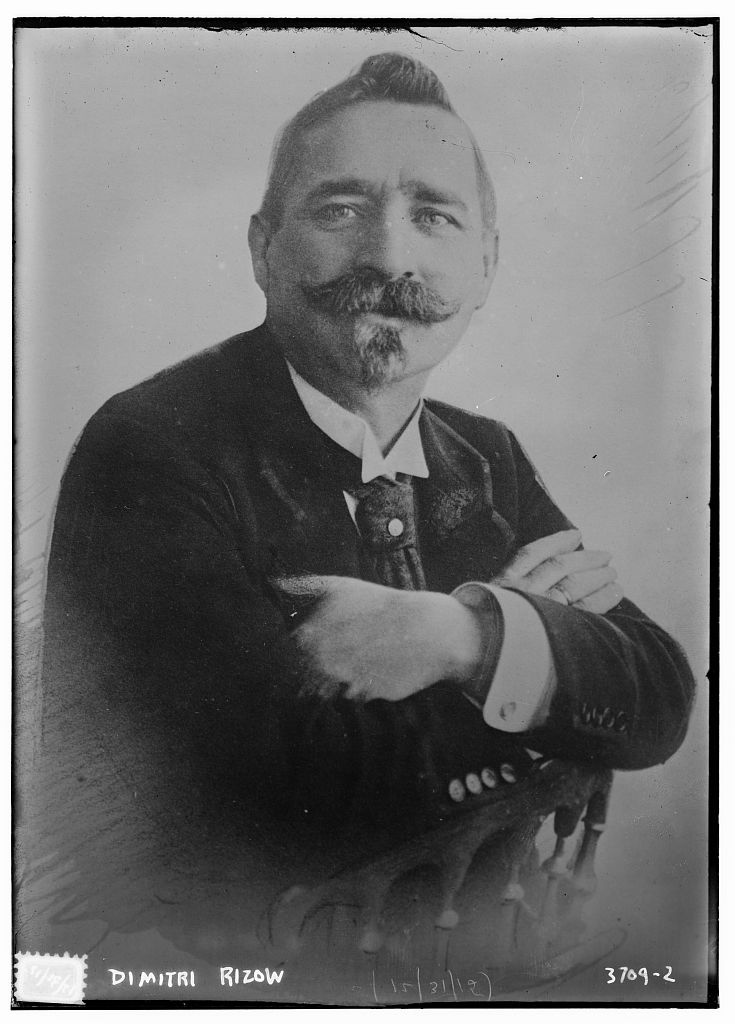
Dimitar Rizoff um 1915

Dimitar Christow Rizoff oder Rissow (bulgarisch Димитър Христов Ризов, englisch Dimitar Christov Rizov, bulgarische Schreibweise bis 1945 Димитъръ Христовъ Ризовъ; * 1862 in Monastir, Osmanisches Reich, heute Bitola, Nordmazedonien; † 23. April 1918 in Berlin) war ein bulgarischer Revolutionär, Publizist, Politiker, Journalist und Diplomat. In seiner Zeit als bulgarischer Botschafter war er maßgeblich an den Verhandlungen für die Schaffung des Balkanbundes beteiligt.
Rizoff zählte zu den ungewöhnlich schillernden und skandalösen Persönlichkeiten der bulgarischen Geschichte nach der Erlangung der Freiheit vom Osmanischen Reich. Sein Leben und sein Werdegang umfassen zwei grundverschiedene Phasen. Die erste war bis 1903 und seiner Ankunft in Montenegro am 10. Juni als diplomatischer Vertreter des Fürstentums Bulgarien dort. Die zweite danach, als geborener Diplomat, wie er bis zu seinem Tod in Berlin am 23. April 1918 blieb. Von 1883 bis zum Ende des Ersten Weltkriegs nahm er aktiv an fast allen wichtigen Ereignissen in seinem Land teil – und er war an vorderster Linie, unter den wichtigsten Akteuren.

## Leben

### Junge Jahre als Kämpfer für die Freiheit und Einigkeit Bulgariens
Dimitar Rizoff wurde 1862 in Manastır im Osmanischen Reich (heute Bitola in Nordmazedonien) geboren. Er besuchte die bulgarische Grundschule vor Ort und setzte dann seine Ausbildung an dem angesehenen Männergymnasium von Plowdiw Kyrill und Method in der größten thrakischen Stadt Plowdiw (Filibe) fort. Nach der Befreiung Bulgariens diente er für kurze Zeit bei der Miliz der osmanischen Provinz Ostrumelien. Rizoff schloss sich dem Kresna-Raslog-Aufstand an, der gegen die Teilung Bulgariens nach dem Berliner Kongress gerichtet war und von der osmanischen Obrigkeit niedergeschlagen wurde. Danach kehrte er nach Plowdiw zurück und schloss 1880 das Gymnasium ab.
Mit dem Beginn des Regimes der Vollmachten 1881 des bulgarischen Fürsten Alexander I., nahmen in Bulgarien russische Generäle entschiedenen Einfluss und hinderten Tätigkeiten zur Wiedervereinigung des kurz davor entstandenen Fürstentum Bulgarien mit Ostrumelien. Zur gleichen Zeit kam es zu Missverständnissen zwischen dem Generalgouverneur der osmanischen Provinz, Fürst Aleksandar Bogoridi und den Russen im Allgemeinen. Die ostrumelische Regierung stand zu dieser Zeit ganz auf der Seite der russischen Befreier, mit denen sie sympathisierte und von denen sie Zustimmung und Hilfe für die Wiedervereinigung Bulgariens erwartete. Letzteres suchte jedoch die russische Politik zu verhindern. So gehörte Rizoff zur ersten Welle der liberalen Einwanderer in der ostrumänischen Provinzhauptstadt Plowdiw, wo er auf Französisch die erste Ethnographie von Makedonien veröffentlichte. Er zog jedoch kurz darauf in seine osmanische Heimatstadt zurück und eröffnete im Jahr 1881 eine Buchhandlung dort. Ein Jahr später wurde er Schulinspektor für die bulgarischen Schulen in Makedonien. Zu dieser Zeit wurden die Lehrer der bulgarischen Schulen im Osmanischen Reich von der bulgarischen Kirche ernannt, zusammen mit der Kirchengemeinde oder dem Bildungsverein vor Ort mitfinanziert und unterstanden dem örtlichen Bischof.
1883 half Dimitar zusammen mit Naste Stojanow bei der Eröffnung der bulgarischen Buchhandlung von Kone Samardschiew in Thessaloniki. Rizoff gab den „Makedonischen Kalender – St. Cyril und Methodius“ heraus, in dem er Artikel, wissenschaftliche Untersuchungen und Gedichte von prominenten Gelehrten und Persönlichkeiten des öffentlichen Lebens in Bulgarien wie Iwan Wasow, Petko Slawejkow, Marin Drinow, Trajko Kitantschew, Konstantin Mischajkow, Andrei Ljaptschew und Konstantin Welitschkow sammelte und zum Druck nach Thessaloniki schickte. In dieser Zeit veröffentlichte er auch Gastbeiträge in der Zeitungen Mariza und Balkan, in denen der Chronist und Literaturkritiker Simeon Radew zwischen viel Deklamation und bombastischen Phrasen die Verheißung einer wahren journalistischen Begabung aufleuchtend sah.
Als der liberale Politiker Petko Karawelow 1884 von Plowdiw nach Sofia zog, war Rizoff bereits ein enger Vertrauter von ihm und zog mit ihm mit. Unter Karawelow durchlief Rizoff eine Schule, die ihn schnell zu einem politischen Agitator machte. So engagierte Rizoff sich im politischen Leben als Redakteur der Zeitung der Liberalen Partei „Tarnowska Konstituzija“ (dt. Tarnovo Verfassung).
So beschrieb der Chronist Simeon Radew den Anfang der politischen Karriere von Rizoff:

„Той стана сътрудник на Търновска конституция и с щурм почна да си извоюва голямо място в либералната партия. Ризов бе тогава на около 25 години; но въпреки тая му млада възраст той упражняваше в своята среда силно влияние. Една неимоверна леснота да се ентусиазира, вярата, че е предопределен за всички дела, ненарушимата от нищо самонадеяност по въпроси, за които твърде смътно е чувал нещо, извънредният полемически талант, блестящото му дарование за повърхностната асимилация, всичко това му е давало в кръговете на полупросветените хора голям престиж. Под всецялото негово влияние бе например Д[имитър]. Петков, с когото той ръководеше в София македонското дружество.“

„Er wurde Mitglied der [Zeitung] Tarnovo-Verfassung und begann, mit einem Sturm einen großen Platz in der liberalen Partei einzunehmen. Rizoff war damals etwa 25 Jahre alt; aber trotz seines jungen Alters übte er einen starken Einfluss auf seine Umgebung aus. Eine ungeheure Leichtigkeit des Enthusiasmus, der Glaube, für alle Angelegenheiten bestimmt zu sein, ein Eigenwille, der sich durch nichts aus der Ruhe bringen ließ, wovon er nur vage etwas gehört hatte, ein außerordentliches polemisches Talent, eine glänzende Gabe zur oberflächlichen Aneignung, all das verschaffte ihm großes Ansehen in den Kreisen der halbaufgeklärten Menschen. Unter seinem ganzen Einfluss stand z.B. Dimitar Petkow, mit dem er die Gesellschaft der Bulgaren aus Makedonien in Sofia leitete.“

Gleichzeitig gründete Rizoff zusammen mit Hauptmann Kosta Paniza und Dimitar Petkow geheime Komitees in Sofia, Rousse, Warna usw. mit dem Ziel, einen Aufstand in Makedonien vorzubereiten. Da deren Tätigkeit zu Beginn des Jahres 1885 aufflog, beschloss der alte Revolutionär Sachari Stojanow, der im ostrumelischen Plowdiw als Ermittlungsrichter tätig war, dort ein geheimes Komitee zu gründen.

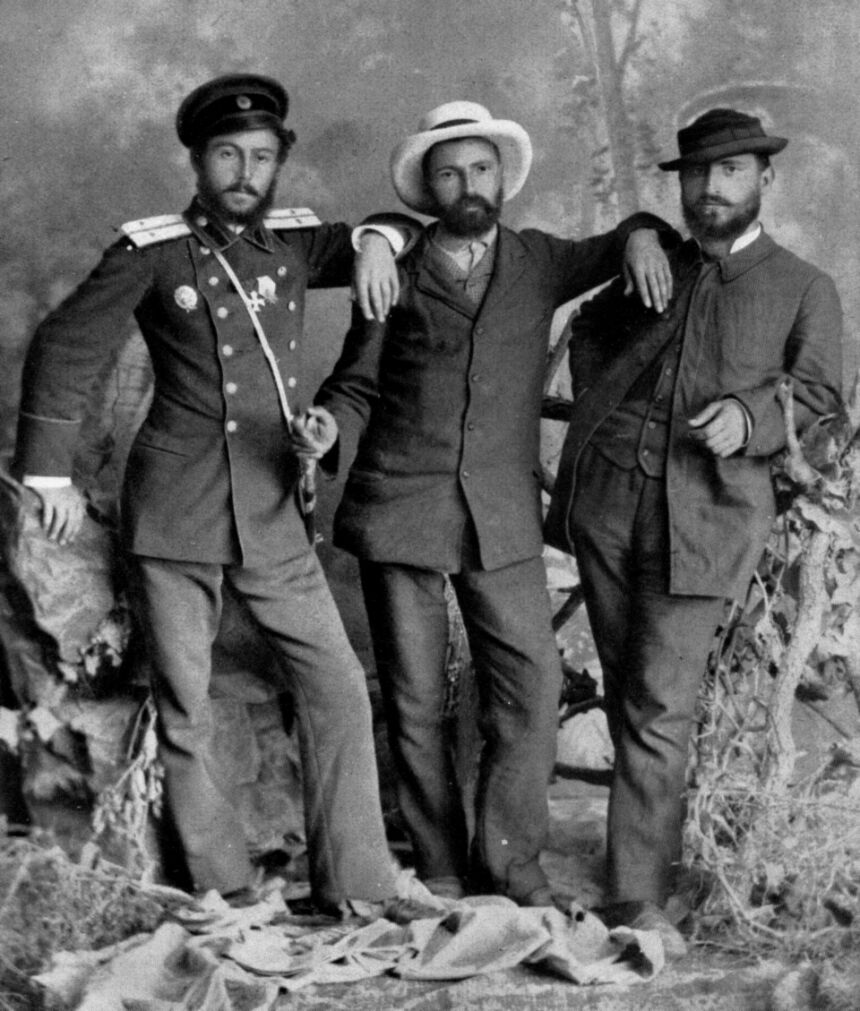
Zusammen für die Vereinigung: Hauptmann Kosta Paniza, Sachari Stojanow und Dimitar Rizoff

Im Laufe des Jahres verließen Rizoff und Paniza das Fürstentum Bulgarien erneut und schlossen sich dem von Stojanow gegründeten bulgarischen Geheimen Revolutionären Zentralkomitee (kurz BRZK) an. Mit ihrem Ankommen, gewannen sie in einem psychologischen Moment der Bewegung, eine fast überwältigende Bedeutung und nahmen aktiv an den Vorbereitungen für die bulgarische Vereinigung teil, welche sich wegen des russischen Widerstands und Unterstützung der ostrumelischen Regierung, auch gegen letzteren richtete. Auf der Sitzung des Komitees am 25. Juli 1885 in Dermendere, beschlossen er, Paniza und Stojanow, die Vereinigung vorzubereiten und auszurufen.
Am 29. August 1885 besuchte Rizoff zusammen mit Sawa Mutkurow, als Vertreter des BGZRKs, den bulgarischen Fürsten Alexander I. in Schumen. Der Fürst wusste von den Absichten des Komitees, er ahnte jedoch nicht, dass die Vorbereitung schon so weit fortgeschritten war. Als Rizoff und Mutkurow zu ihm in das Lager kamen, war er überrascht über ihre Erklärung, dass sie auf eine endgültige Antwort warteten. Er war überhaupt nicht bereit, sich zu einer so folgenschweren Frage zu äußern. Seine ersten Worte waren, dass er kein Recht habe, Bulgarien in ein so schreckliches Abenteuer zu stürzen. Es war auch nicht lange her, dass der Fürst, der von der Hochzeit seines Bruders Heinrich mit der Tochter der Königin von England Beatrice, zurückkehrte, den russischen Außenminister Giers in Franzensbad getroffen und ihm versichert hatte, dass die Frage der Vereinigung noch nicht reif sei und dass er sie jedenfalls nicht aufrechterhalten würde. So zögerte Alexander I., den Vorschlag anzunehmen, da er sein feierlich gegebenes Wort an Russland brechen würde und sich neben der politischen Verantwortung auch die persönliche Abneigung der russischen Diplomaten zuzuziehen würde, da letztere sich als absichtlich ausgespielt angesehen werden würden. Der Fürst wagte es anfänglich nicht, dieses doppelte Risiko einzugehen. So willigte er zunächst nicht ein, er versprach lediglich, die anlässlich der Manöver einberufenen Reserven nicht aufzulösen. Wahrscheinlich hatte der Fürst dennoch vor der vorzeitigen Abreise Mutkurows positivere Versprechungen gegeben, denn letzterer telegrafierte dem Komitee nach Plowdiw, dass er auf einen Erfolg hoffe.
Rizoff kehrte selbst nicht nach Rumelien zurück; der Fürst hatte den Wunsch geäußert, ihn in seiner Sommerresidenz am Schwarzen Meer, Exinovgrad noch einmal zu sehen. Dimitar Rizoff berichtet in seinen Memoiren, dass er den Fürsten überredet hat, die Bewegung zu unterstützen. Er sagte ihm, dass nur ein großes patriotisches Werk wie die Vereinigung seinen Thron vor ausländischen Übergriffen retten könne. Alexander I. sah nun in der Vereinigung eine Möglichkeit, sein Ansehen unter der bulgarischen Bevölkerung zu stärken und sicherte seine Unterstützung zu. Gleichzeitig suchte Premierminister Petko Karawelow das Vorhaben aus außenpolitischen und finanziellen Erwägungen zu unterbinden, doch wurden alle Beteiligten von den Ereignissen überholt. Als Rizoff mit dem fürstlichen Adjutanten Marinow auf dem Weg nach Sofia war, um Waffen für die Bewegung entgegenzunehmen, wurde die Vereinigung ausgerufen.

### Teilnahme am innenpolitischen Alltag
Mit der Proklamation der Vereinigung, wurde Rizoff Mitglied der provisorischen revolutionären Regierung in Plowdiw vom 6. bis 9. September 1885 und ab dem 1. Oktober war er Beamter mit besonderen Aufträgen beim fürstlichen Kommissar (Verwalter) des Gebietes des ehemaligen Ostrumeliens.
Nach dem serbisch-bulgarischen Krieg wurde Rizoff als einer der 91 Repräsentanten der neuen Gebiete zum Mitglied des 4. Narodno Sabranies ernannt. Die Lage im Land blieb jedoch unstabil. Am 9. August 1886 erfolgte ein von Russland organisierter Staatsstreich. Rizoff unterstützte den Gegenputsch, angeführt vom Parlamentspräsidenten Stefan Stambolow, kühlte aber nach der Abdankung des Fürsten Alexander I. allmählich sowohl gegenüber der Regentschaft als auch gegenüber Premierminister Wassil Radoslawow ab. Am 19. Januar 1887 kam es zu einer lautstarken Trennung. Dennoch war Rizoff als Repräsentant der Liberalen Mitglied der 3. Großen Nationalversammlung (1886–1887), welche Ferdinand I. von Coburg Gotha zum neuen bulgarischen Fürsten wählte. Am 25. Juni 1887 stimmte Rizoff als einziger Abgeordneter gegen die Wahl Ferdinands zum bulgarischen Fürsten, um später einer seiner treuesten Diplomaten zu werden, nachdem der Monarch zugestimmt hatte, ihn ab dem 15. Mai 1897 als bulgarischen Handelsvertreter in der osmanischen Großstadt Skopje einzusetzen. Ende des Jahres 1887 setzte Rizoff jedoch seine Ausbildung in der Rechtswissenschaft an der Universität Lüttich in Belgien mit einem Evlogi-Georgiev-Stipendium fort.
Als Stefan Stambolow als Ministerpräsident eine gemäßigte Politik im Bezug auf Makedonien gegenüber dem Osmanischen Reich einschlug, wendete sich Kosta Paniza von ihm ab und versuchte gemeinsam mit anderen makedonischen Bulgaren mehrmals, ihn zu ermorden. Nach seiner Rückkehr in Bulgarien, zählte Dimitar Rizoff zusammen mit Naum Tjufektschiew zu den Hauptorganisatoren des misslungenen Attentats auf den bulgarischen Ministerpräsidenten Stefan Stambolow, bei dem der Finanzminister Christo Beltschew am 27. März 1891 getötet wurde. Ein Sondermilitärgericht in Sofia befand Rizoff mit Urteil vom 17. Mai des gleichen Jahres mangels Beweisen für nicht schuldig, woraufhin er am 21. Juni 1890 nach Serbien ausreisen musste und später nach Rumänien und zuletzt nach Russland.
In der Emigration interessierte sich Rizoff weiterhin für die aktuelle politische Situation in seinem Heimatland und erlaubte sich, am 15. März 1892 einen Brief an Stambolow zu schreiben, in dem er die Lage im Land kritisch beleuchtete und zu dem Schluss kam, dass die Ordnung wiederhergestellt werden würde, wenn Stambolow nach der Ausweisung Ferdinands die Verfassung wiederherstellen würde, und außerdem war er der Meinung, dass – obwohl sie politische Gegner waren – das Leben des bulgarischen Premierministers geschützt werden sollte.
Nach dem Sturz der Regierung von Stambolow, kehrte Rizoff 1894 zurück. Er schloss sich der makedonischen Emigration an und forderte auf der Grundlage von Artikel 23 des Berliner Kongresses Reformen für die bulgarische Bevölkerung in den unter osmanischer Herrschaft stehenden Gebieten in Makedonien. Am 27. Dezember 1894 nahm Dimitar zusammen mit Trajko Kitantschew, Nikola Naumow, Andrej Ljaptschew, Naum Tjufektschiew und Toma Karajowow an der Gründung der Vereinigung Bruderschaft in Sofia teil. 1895 wurde Rizoff auf dem zweiten regulären Kongress der Organisation zum Mitglied des Obersten Makedonisch-Adrianopler Komitees gewählt und beteiligte sich später aktiv an den Aktivitäten der Organisation.
Ab dem 15. Mai 1897 arbeitete er als Handelsvertreter in Skopje und unterbreitete den Vorschlag zum Bau einer Bahnlinie von Radomir über Kjustendil zur osmanischen Grenze bei Gjueschewo und Kriva Palanka (heute noch unvollendeter Teil des Paneuropäischen Verkehrskorridors VIII.). In seinem Bericht vom 11. Oktober 1897 beschrieb er ausführlich die Situation in den osmanischen Vilâyets Kosovo, Manastir und Saloniki, was zu Ferdinands schmeichelhafter Einschätzung bei ihrem Treffen in Euxinograd am 6. Juli 1898 führte – In Ihren Berichten, Herr Rizoff, sehe ich Mazedonien wie in einem Kinematographen. Er blieb auf diesem Posten bis 1899.
Nach dem Sturz des Ministerpräsidenten Konstantin Stoilow am 19. Januar 1899, der die Geschicke Bulgariens nach Stambolow anführte, stürzte sich Rizoff erneut in die Innenpolitik. Bei der Wahl am 29. Mai 1899 wurde er als Repräsentant des Kjustendil-Wahlkreises Abgeordneter des Narodno Sabranies. Als die Wahl kassiert wurde, wurde er bei den Wahlen vom 28. Januar 1901 erneut zum Vertreter von Kjustendil wiedergewählt. Außerdem nahm er Anteil am Schicksal der zurückgekehrten Emigrantenoffiziere und beteiligte sich aktiv an der Debatte über den Haushalt des Kriegsministeriums am 13. Juni 1901.
Auf dem Achten Außerordentlichen Kongress der BMARK (Bulgarische Makedonisch-Adrianopeler Revolutionäre Komitees/Български Македоно-Одрински революционни комитети, einer Vorläuferorganisation der Inneren Mazedonischen Revolutionären Organisation, IMRO), der am 4. April 1901 in Sofia begann, stellte Rizoff in seiner Rede als Hauptaufgabe „die Vorbereitung eines einzigen Aufstandes in Makedonien nach einer zuvor erstellten geographischen Karte der revolutionären Aktionen“. Seine Vorschläge zur Lösung der Makedonischen Frage verfasste er in der 1902 erschienenen Publikation Каква трябва да бъде нашата политика спрямо Македония? ‚Wie sollte unsere Politik gegenüber Makedonien aussehen?‘.
Nach dem Rücktritt der Regierung Karawelow im Dezember 1901 und den im Februar 1902 durchgeführten Parlamentswahlen wurde Rizoff jedoch nicht als Abgeordneter wiedergewählt. Erst das großherzige Eingreifen von Dimitar Petkow, der zwischenzeitlich mit seiner Schwester Ekaterina verheiratet war, brachte ihm ein sicheres Einkommen und förderte seine diplomatische Karriere. Rizoff wurde daraufhin nacheinander diplomatischer Vertreter Bulgariens in Montenegro – 10. Juni 1903, Serbien, Griechenland – ohne Erfolg, er wurde von Griechenland abgelehnt, da er aus Makedonien stammte, Italien und Deutschland.

### Rizoffs letzte Jahre als Diplomat

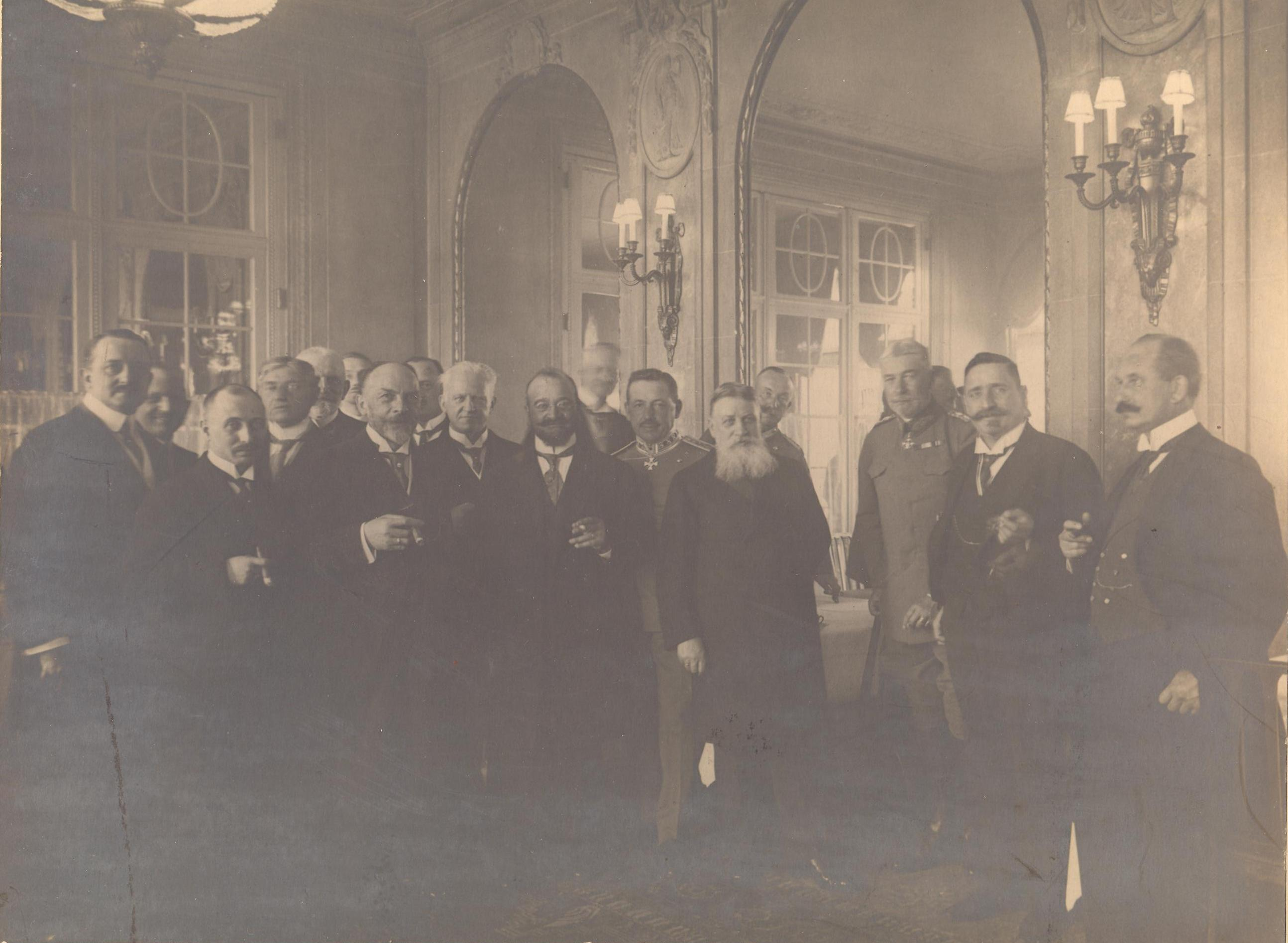
Dimitar Rizoff (zweiter von rechts) bei einem Empfang in Berlin, anlässlich des Besuchs des bulgarischen Außenministers Wassil Radoslawow (1917)

Seit 1897 arbeitete Dimitar Rizoff als Diplomat. Er war bulgarischer Botschafter in Üsküp, dem heutigen Skopje (1897–1899), diplomatischer Vertreter in Cetinje (1903–1905), Belgrad (1905–1907), Botschafter in Rom (1908–1915) und Berlin (1915–1918).
An allen seinen Stationen knüpfte er Kontakte, machte sich mit den wichtigsten politischen Faktoren in den Ländern vertraut, in denen er akkreditiert war, und nahm erneut aktiv an einigen der bedeutendsten Ereignisse der bulgarischen und der südosteuropäischen Geschichte teil. Der nicht zustande gekommene serbisch-bulgarische Vertrag vom 30. März 1904 war eines dieser Ergebnisse. Er scheiterte zwar an der Intervention Österreich-Ungarns, war aber ein wichtiger Schritt auf dem Weg zum künftigen Bündnisvertrag mit Serbien am Vorabend des Balkankrieges, dessen Grundstein gerade der aus Monastir/Bitola, Makedonien stammende Rizoff gelegt hatte, dem die offiziellen serbischen Behörden vertrauten. Die beiden nächtlichen Treffen in Belgrad am 19. und 20. September 1911 mit Milovan Milovanović, Nikola Pašić und Ljubomir Stojanović waren entscheidend und ausschlaggebend für den Abschluss des künftigen Bündnisses am 29. Februar 1912 (siehe Balkanbund).
In Erwartung seiner neuen Aufgabe in Moskau, für die er am 16. April 1918 in einem verschlüsselten Telegramm an Wassil Radoslawow schrieb, dass in Russland wichtige Aufgaben zu lösen sind, wobei er als erste Aufgabe die Sammlung aller geheimen Dokumente über Bulgarien durch das russische Außenministerium nannte, weil sie für uns von enormer Bedeutung sind, verstarb Rizoff am 23. April 1918 unerwartet im Alter von nur 56 Jahren an einem Herzfehler.

### Rizoff als Herausgeber und Publizist
Rizoff war Redakteur der Zeitung Christo Botew und Mitherausgeber (mit Andrei Ljaptschew) von Junges Bulgarien (1895–1896). Er war Mitherausgeber von Selbstverteidigung (1885), Makedonische Stimme (1885–1887), Unabhängigkeit (1886) und anderen Zeitungen sowie einer Reihe von Pamphleten zur bulgarischen Außenpolitik. 1917 gab er in Berlin Die Bulgaren in ihren historischen, ethnographischen und politischen Grenzen. (Atlas mit 40 Landkarten.) heraus. Der Atlas enthält Faksimiles von Karten von Pavel Jozef Šafárik, Ami Boué, Ljubomir Davidović, Karl Sax, Alexandre Sinvet, Heinrich Kiepert, Lejean, F. Hahn und Zach, Georgina Muir Mackenzie (1833–1874), Adeline Paulina Irby, Jaromír Erben, Elisée Reclus, Vasil Kantschoff und anderen.

## Familie
Rizoff hatte zwei Schwestern, die das bulgarische Mädchengymnasium in Thessaloniki absolvierten. Para (* ca. 1874 in Bitola; † 1949 in Sofia) heiratete Dinko Jowow (* 1867 in Saragöl, heute Babadag; † 1902 in Sofia). Ekaterina (genannt Katina) (* ca. 1872 in Bitola; † 1935 in Sofia) heiratete 1886 den Weggefährten ihres Bruders und späteren bulgarischen Ministerpräsidenten Dimitar Petkow. Vor Petkow hatte Ekaterina vier Kinder: die zwei Töchter Radka, die früh verstarb, und Sofia, sowie zwei Söhne, die beide Politiker wurden: Nikola Petkow und Petko Petkow. Die Ehe von Ekaterina scheiterte und sie ließen sich am 10. Dezember 1895 scheiden.
Rizoff war selbst mit der Montenegrinerin Bosiljka Vuletić-Rizov verheiratet (1862–1918), einer unehelichen Tochter des montenegrinischen Königs Nikola.